# Mainpark

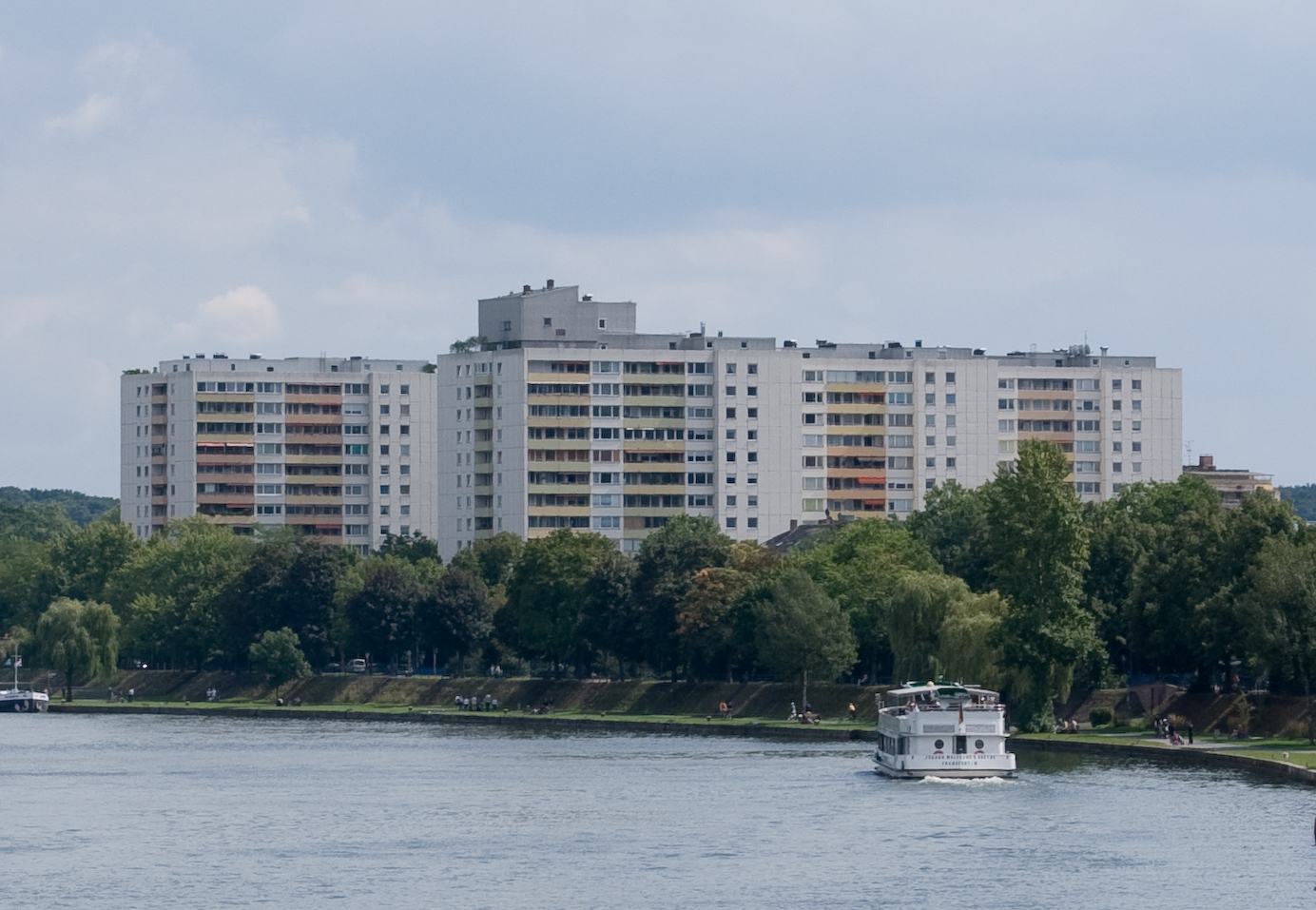
Mainpark vom Westen aus gesehen

Der Mainpark ist eine große Apartmentanlage im Mathildenviertel von Offenbach am Main. Der Komplex besteht aus fünf Häusern mit insgesamt rund 570 Wohnungen.
Das Gelände des Mainparks befindet sich östlich der Hochschule für Gestaltung und wird vom nahegelegenen Mainufer nur von einer Durchfahrtsstraße getrennt. Es liegt im Karree Hermann-Steinhäuser-Straße/Austraße/Mainstraße/Karlstraße.

## Geschichte
Auf dem Grundstück entstand zu Beginn des 20. Jahrhunderts die von Hugo Eberhardt entworfene Gerberei und Lederfabrik J. Mayer & Sohn. 1968 wurde der Produktionsstandort des Unternehmens nach Worms verlegt und zwei Jahre darauf das alte Firmengebäude abgerissen. Nur zwei Plastiken des Portals wurden bewahrt, die heute im Foyer des Rathauses ausgestellt sind.

## Bauwerk
Der Wohnpark mit Eigentumswohnungen wurde in den Jahren 1971 bis 1974 errichtet und besteht aus insgesamt fünf 14-stöckigen Terrassenwohnblöcken mit rund 570 Eigentumswohnungen in zehn Grundrisstypen, die vorwiegend auf den Main ausgerichtet sind.

## Sonstiges
- Die zweiteilige Dokumentation Leben – Liebe – Sünde des Autors Marco Giacopuzzi und Produktion des Hessischen Rundfunks thematisiert das Leben in der Hochhaussiedlung.[2][3]
- Die deutschlandweit bekannten Musiker und Rapper Haftbefehl und Capo sind im Mainpark aufgewachsen[4][5]